# Valentine de Saint-Point
Valentine de Saint-Point, ou Anna Jeanne Valentine Marianne de Glans de Cessiat-Vercell, (Lyon, 16 de fevereiro de 1875 – Cairo, 28 de março de 1953), foi uma artista francesa. Entre as suas múltiplas actividades, ela foi escritora, poetisa, pintora, dramaturga, crítica de arte, coreógrafa, conferencista e jornalista. Tornou-se famosa por ser a primeira mulher a redigir um manifesto futurista. Além disso, com La Métachorie, ela foi uma das criadoras da performance artística. Dos movimentos artísticos da Belle Époque, nos salões literários parisienses, ao militantismo político e social dos primeiros anos passados no Cairo, a vida e a obra de Valentine de Saint-Point são testemunho de um itinerário singular que vai do ocidente ao oriente. 

## Biografia
Filha única de Alice de Glans de Cessiat e de Charles-Joseph Vercell, Anna era bisneta do poeta Alphonse de Lamartine por parte da mãe. O pseudônimo de Saint-Point, que ela adaptou como escritora, foi inspirado pelo nome do palácio do seu ilustre antepassado. 
O pai de Anna morreu em 1883 e a mãe voltou com a filha para Mâcon, sua terra natal. Foi nesta cidade que ela cresceu, rodeada pela avó materna e pelo preceptor. Em 1893, com 18 anos, casou-se com Florian Théophile Perrenot, um professor 14 anos mais velho, que ela acompanhará nas suas colocações em diversas localidades de França. No ano seguinte, o marido foi nomeado para Lons-le-Saunier onde ela conheceu Charles Dumont, um professor de filosofia, colega do marido, que se tornou seu amante. Em 1897, Perrenot foi nomeado para a Córsega e Anne acompanhou-o, no seu primeiro encontro com o Mediterrâneo. Finalmente mudam-se para Niort onde o marido faleceu dois anos depois.
A jovem viúva, de 24 anos, mudou-se então para Paris, ao encontro do então deputado Charles Dumont, com quem se casou em 20 de junho de 1900. A partir de 1902, Valentine organizou um salão literário frequentado por políticos e artistas como Gabriele D'Annunzio que a apelida "a musa púrpura", Rachilde, Natalie Clifford Barney, Paul Fort, Gabriel Tarde que vê nela "uma amável força da natureza", Alfons Mucha e Auguste Rodin, para os quais ela posa. A amizade entre Valentine e o célebre escultor Rodin teria grande importância na sua vida artística, como testemunha a correspondência entre os dois. A admiração de Valentine, celebrada no poema "Le Penseur et Ses Mains", é retribuída por Rodin que lhe chama "a deusa de carne da sua inspiração de mármore". Valentine proferiu várias conferências sobre o escultor, uma das quais sobre "A Dupla Personalidade de Auguste Rodin". Rodin era o convidado de honra das suas tertúlias, contribuindo com a sua presença para o prestígio desse salão. Em 1903, numa sessão de espiritismo, tão em voga na época, Valentine conheceu o poeta e escritor italiano Ricciotto Canudo, nascido em 1877. Pouco tempo depois, pedia o divócio de Charles Dumont, que seria decretado em 20 de Janeiro de 1904. Além de cortejada por Canudo, circularam rumores de que Valentine teria posado quase nua para Mucha e Rodin. A protagonista do divórcio afirmaria em sua defesa que precisava de toda a liberdade e independência para realizar a sua vocação artística. Foi então que ela adoptou o nome de Valentine de Saint-Point, vivendo em união de facto com Ricciotto Canudo, o qual apoiou activamente a sua iniciação literária.

## Recepção em Portugal
Em 13 de Abril de 1917, sexta-feira, o diário A Capital publicou uma carta de Almada Negreiros, sob o título "A conferencia futurista de sabbado proximo", referente à primeira conferência futurista, por ele realizada no dia seguinte, em Lisboa, no Teatro República. Nesta carta, Almada Negreiros afirma que "por dificuldades nascidas sobre a 2.ª parte", e tendo sido interrogado "por innumeras senhoras" se a sua conferência "respeitava a presença de todas as mulheres", esclarece o público que o "«Manifesto Futurista da Luxuria» é assinado pela mais genial das artistas contemporâneas da França, madame Valentine de Saint-Point". Segundo Almada Negreiros, "este mesmo manifesto foi publicado em Paris e espalhado por todo o mundo, depois de lido publicamente em Paris a um publico quase exclusivamente feminino que aclamou a conferente de «Libertadora»». Todos os jornaes e revistas parisienses reproduziram na integra o extraordinário manifesto".
No dia 15 de Abril, domingo, o mesmo jornal apresentava uma notícia assinada por A.S., com o título "Uma Conferência Futurista - O ELOGIO DA LOUCURA - O que hontem se passou no Republica durante a palestra do sr. Almeida Negrieros (José)" (sic!). Segundo o crítico, a "annunciada conferencia do sr. José de Almada Negreiros, o moço futurista que por singular anachronismo vive no nosso tempo", seria uma "divinização da loucura, feita com audácia, propositadamente trabalhada no louvável sentido de estarrecer burguesismos sédiços, e calculada desproporção entre as palavras e as ideias que ellas representam, o imprevisto «recherché», o contraste disparatado, parecem na verdade constituir o substrato d'essa nova manifestação de arte que é simultaneamente, uma sciencia, uma philosophia e um curiosissimo caso de pathologia mental".
« Está terminada a primeira parte da conferencia.
A segunda parte é preenchida pela leitura de uma traducção: o manifesto da Luxuria, ou coisa que o valha. Apezar do aviso prévio de que esse trabalho é uma divinização da mulher, a maior que se tem feito até hoje, algumas senhoras que assistem deliberam subitamente eclipsar-se. Como único incidente, registámos uma interrupção do alto dos balcões, feita por um jovem espectador que se ergue tranquillamente no meio do subito silencio que se faz na sala.
-- Peço perdão...".
-- Tem algum argumento a contrapôr ao futurismo inquere altivamente o sr. S. R. Pintor.
-- Nada tenho contra o futurismo. Mas preciso muito de duas «corôas». Alguém a meu lado offerece-me essa quantia com a unica condição de eu interromper a conferência... »
A Capital: Diário Republicano da Noite, N.º 2394 - 7.º Ano, Lisboa - Domingo, 15 de Abril de 1917, p. 2.

A revista Portugal Futurista, publicada por Carlos Filipe Porfírio em Novembro de 1917, reproduzia o cartaz da primeira conferência futurista e também o "Ultimatum futurista ás gerações portuguezas do Seculo XX" de Almada Negreiros, por ele lido na primeira parte da sua conferência. Para além de "colaboração literaria ou astistica" de José de Almada Negreiros, Amadeo de Souza-Cardoso, Apollinaire, Mário de Sá-Carneiro (póstuma), Fernando Pessoa, Raul Leal, Álvaro de Campos e Blaise Cendrars, a revista inseria também um retrato de Santa-Rita Pintor, "o grande iniciador do movimento futurista em Portugal". Publicava ainda o "Manifesto Futurista da Luxuria“ de Valentine de Saint-Point, lida na segunda parte da conferência futurista de Almada Negreiros, em 14 de Abril de 1917. A revista Portugal Futurista seria apreendida devido à «dureza» da sua linguagem.
« A Luxuria é uma fórça porque educa o espirito incendiando a agitação da carne. De uma carne sã e forte purificada pelo desejo, o espirito irradia lucido e claro. Só os fracos e os doentes se definham e desaparecem na Luxuria.
A Luxuria é uma fôrça porque mata os fracos e exalta os fortes ajudando á selecção.
A Luxuria é uma fôrça porque não conduz nem á insipidez do definitivo nem á tranquilidade que ganha no sentimentalismo pacifico. A Luxuria é a perpétua batalha que nunca se ganha. Após o passageiro triunfo, digâmos sem receios, esse efémero triunfo, é a insatisfação que tornando a nascer incita, n'uma vontade orgiaca, o sêr a revelar-se e a ultrapassar-se.
A Luxuria é para o corpo o que o ididal é para o espirito : a magnifica Chiméra que abraçâmos constantemente sem nunca a conseguirmos, e que os sêres jovens e os sêres ávidos e embriagados por ela, perseguem sem tréguas. »
"Manifesto Futurista da Luxuria" de M.me Valentine de Saint-Point in Portugal Futurista: publicação eventual, N.º 1, p. 39.